# Monika Hojnisz
Monika Hojnisz (Chorzów, 27 agosto 1991) è una biatleta polacca.
In seguito al matrimonio con il fondista Maciej Staręga ha aggiunto al proprio il cognome del marito e dalla stagione 2019-2020 si è iscritta alle gare come Monika Hojnisz-Staręga.

## Biografia
In Coppa del Mondo ha esordito il 1º dicembre 2010 a Östersund (43ª in individuale) e ai campionati mondiali a Chanty-Mansijsk 2011 (68ª nella sprint, 59ª nell'individuale e 9ª nella staffetta). Ha ottenuto il primo podio in Coppa del Mondo ai mondiali di Nové Město na Moravě 2013, vincendo la medaglia di bronzo nella partenza in linea, nella rassegna iridata in Repubblica Ceca si è inoltre piazzata 24ª nella sprint, 13ª nell'inseguimento e 9ª nella staffetta. Ha debuttato ai Giochi olimpici invernali a Soči 2014, giungendo 21ª nella sprint, 18ª nell'inseguimento, 12ª nell'individuale, 5ª nella partenza in linea e 9ª nella staffetta.
L'anno dopo ai mondiali di Kontiolathi 2015 è stata 74ª nella sprint, 9ª nell'individuale e 12ª nella staffetta; nella rassegna iridata di Oslo Holmenkollen 2016 si è classificata 44ª nella sprint, 29ª nell'inseguimento, 40ª nell'individuale e 4ª nella staffetta, mentre in quella successiva di Hochfilzen 2017 39ª nella sprint, 51ª nell'inseguimento, 30ª nell'individuale e 7ª nella staffetta. Ha preso parte ai XXIII Giochi olimpici invernali di Pyeongchang 2018 posizionandosi 45ª nella sprint, 43ª nell'inseguimento, 6ª nell'individuale, 15ª nella partenza in linea e 7ª nella staffetta.
Inizia il nuovo quadriennio olimpico piazzandosi 34ª nella sprint, 39ª nell'individuale, 13ª nella partenza in linea e 7ª nella staffetta ai mondiali di Östersund 2019; la stagione successiva ai mondiali di Anterselva 2020 è giunta 28ª nella sprint, 26ª nell'inseguimento, 6ª nell'individuale, 4ª nella partenza in linea e 7ª nella staffetta, mentre in quella di Pokljuka 2021 è stata 30ª nella sprint, 16ª nell'inseguimento, 16ª nell'individuale, 22ª nella partenza in linea e 6ª nella staffetta. Ha partecipato ai XXIV Giochi olimpici invernali di Pechino 2022 classificandosi 16ª nella sprint, 9ª nell'inseguimento, 20ª nell'individuale, 27ª nella partenza in linea e 14ª nella staffetta. Inattiva dal termine di quella stagione 2021-2022, è tornata alle gare nella stagione 2024-2025

## Palmarès

### Mondiali
- 1 medaglia:
  - 1 bronzo (partenza in linea[2] a Nové Město na Moravě 2013)

### Mondiali juniores
- 1 medaglia:
  - 1 argento (individuale a Kontiolahti 2012)

### Mondiali giovanili
- 2 medaglie:
  - 2 bronzi (sprint, inseguimento a Torsby 2010)

### Europei
- 4 medaglie:
  - 2 ori (inseguimento a Bansko 2013; individuale Duszniki-Zdrój 2021)
  - 2 bronzi (sprint, individuale a Bansko 2013)

### Universiadi
- 2 medaglie:
  - 2 argenti (sprint, inseguimento a Trentino 2013)

### Coppa del Mondo
- Miglior piazzamento in classifica generale: 10ª nel 2019
- 1 podio (individuale), oltre a quello ottenuto in sede iridata e valido anche ai fini della Coppa del Mondo:
  - 1 secondo posto